# 395

## Evenimente
- Imperiul Roman este împărțit între fii lui Teodosiu I, Honorius și Arcadius. Statele succesoare se vor numi Imperiul Roman de Apus,care se va destrama in urma atacurilor popoarelor migratoare, și Imperiul Roman de Răsărit,cu capitala la Constantinopol,care isi va continua existența pana in secolul XV (1453).

## Nașteri
- Theodosius II

## Decese
- 17 ianuarie: Flavius Theodosius, (Teodosiu I, Teodosiu cel Mare), ultimul împărat roman (n. 347)
- Ammianus Marcellinus, general roman de origine greacă și ultimul mare istoric latin (n.c. 330)
- Ausonius, poet latin (n.c. 310)